# El Rincón, Honduras
El Rincón är en ort i Honduras.   Den ligger i departementet Departamento de Comayagua, i den västra delen av landet, 100 km nordväst om huvudstaden Tegucigalpa. El Rincón ligger 1 231 meter över havet och antalet invånare är 1 522.
Terrängen runt El Rincón är kuperad åt nordost, men åt sydväst är den bergig. Runt El Rincón är det tätbefolkat, med 476 invånare per kvadratkilometer. Närmaste större samhälle är Siguatepeque, 10,9 km öster om El Rincón. 